# Église Saint-Michel de Saint-Michel-de-Lapujade
Pour les articles homonymes, voir Église Saint-Michel.
L'église de Saint-Michel-de-Lapujade est une église catholique située dans le département français de la Gironde, sur la commune de Saint-Michel-de-Lapujade, en France.

## Localisation
L'église, entourée de son cimetière, se trouve dans le centre du bourg.

## Historique
L'édifice a été construit au XIIe siècle et agrandi et restauré au XVIIe siècle ; après avoir été classé par liste en 1862 et déclassé le 22 février 1894 pour cause de restauration, il est inscrit au titre des monuments historiques par arrêté du 24 décembre 1925 en totalité.
En 2022, l'édifice fait partie des douze sites de la Nouvelle-Aquitaine retenus pour bénéficier de l'aide du Loto du patrimoine et doit recevoir à ce titre une aide de 278 000 euros de la part de la Mission Patrimoine de Stéphane Bern.

## Notes et références

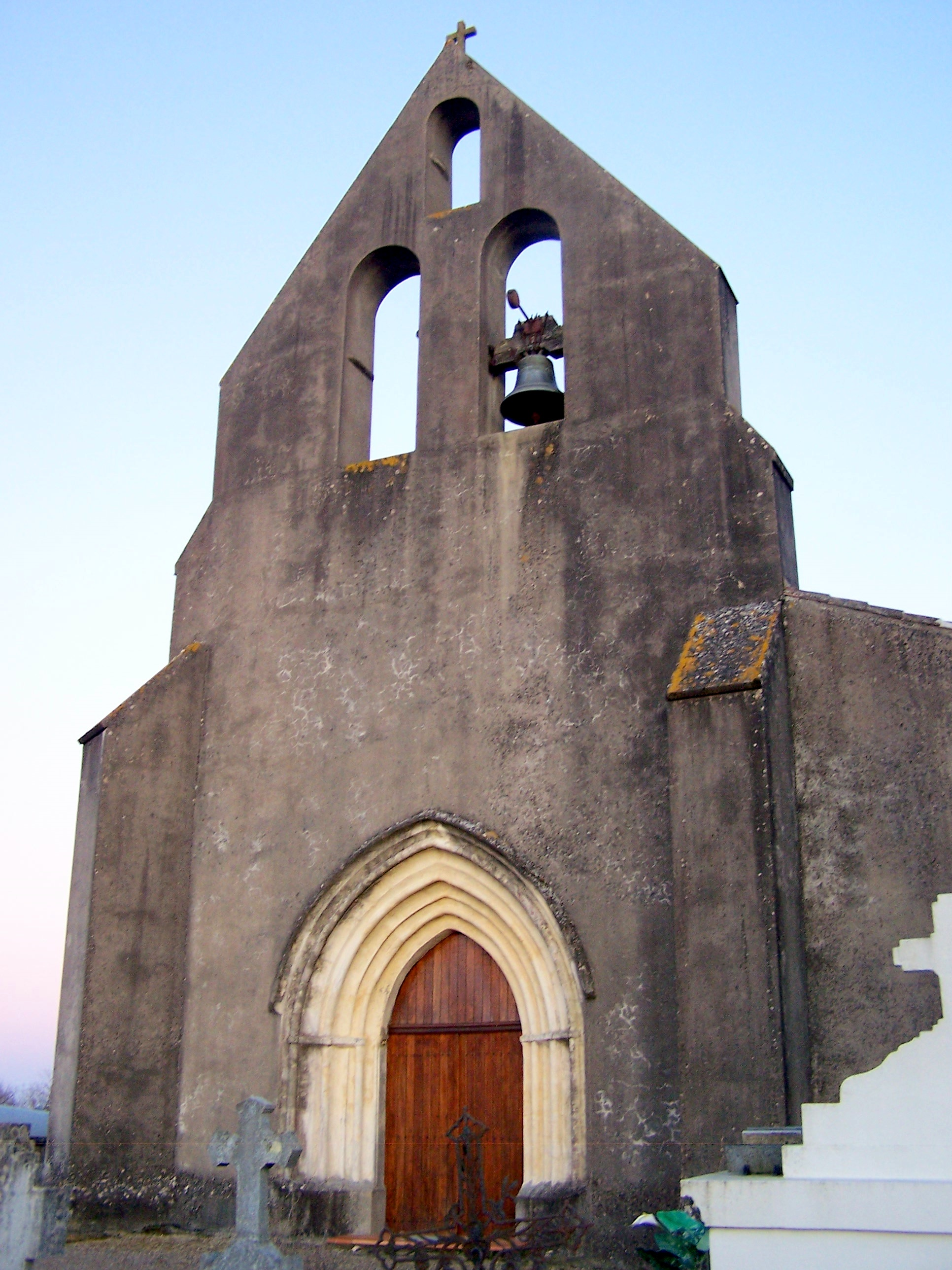
Le clocher-pignon face à l'ouest (fév. 2010)
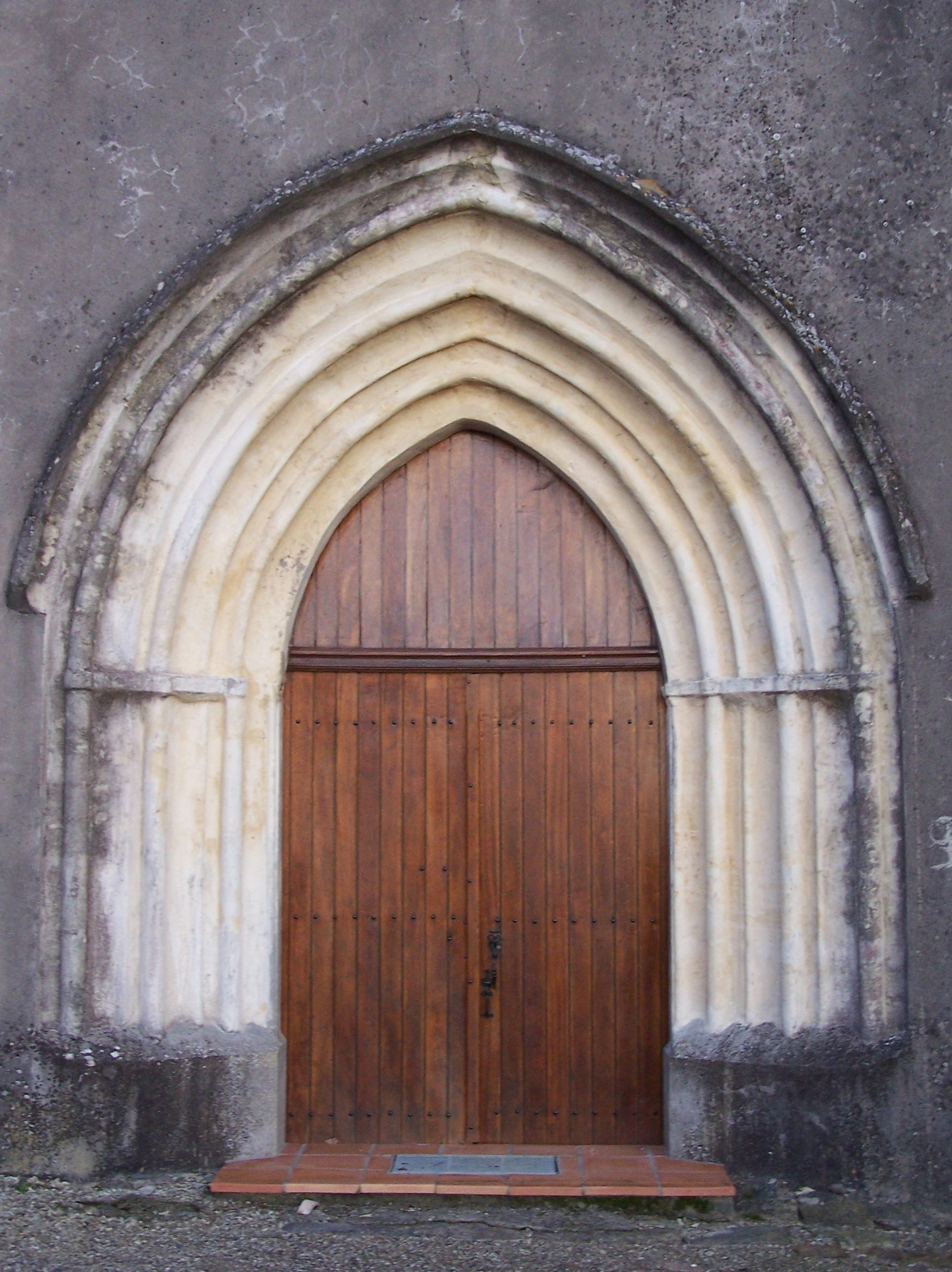
Le portail (fév. 2010)
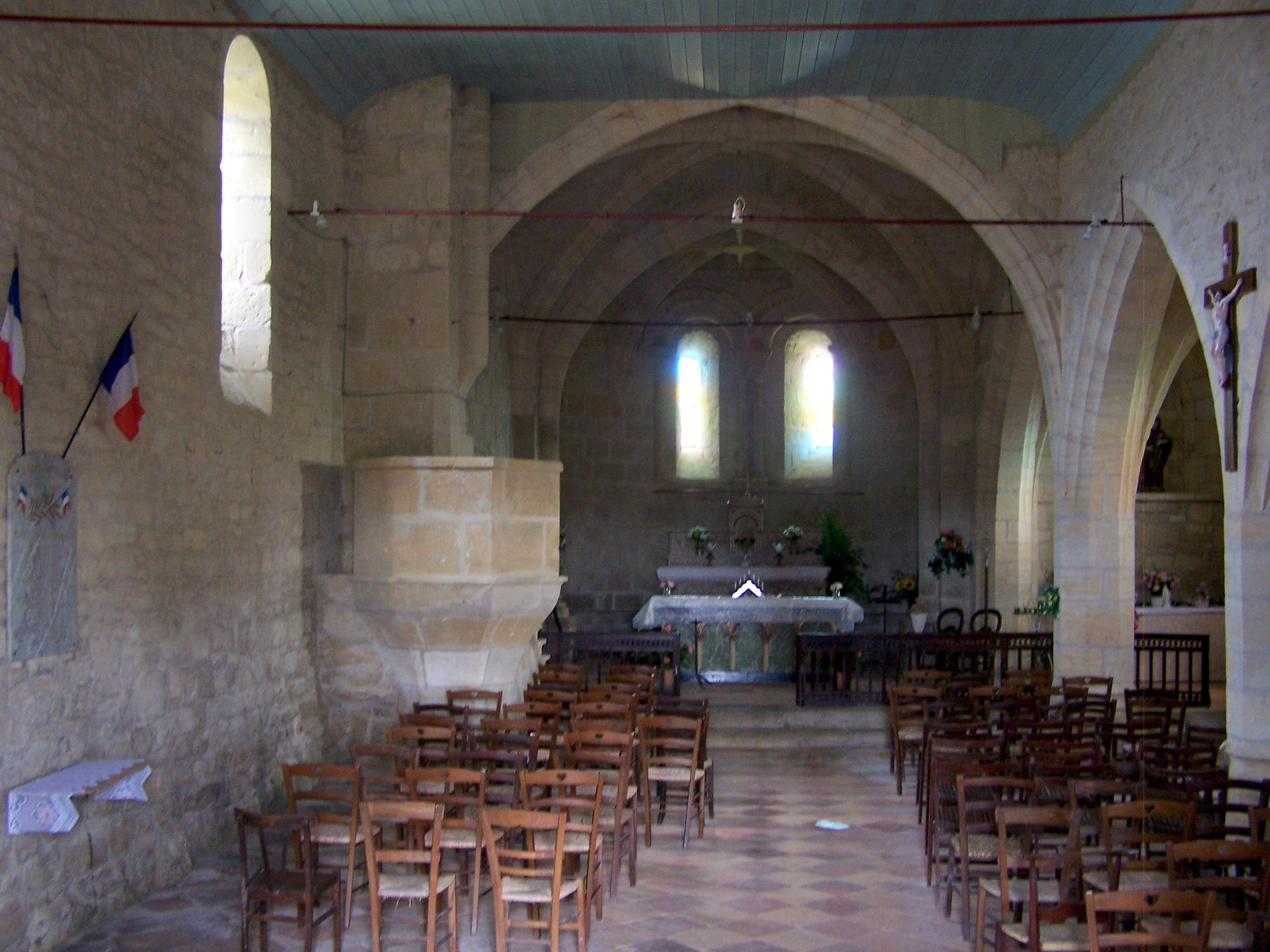
La nef (mars 2010)